# Economia del bé comú
Economia del bé comú (Gemeinwohl-Ökonomie en el seu nom original en alemany) és un nou concepte econòmic i polític promogut per l'austríac Christian Felber, que cerca establir un nou model econòmic basat en una economia sostenible i alternativa al model capitalista i al predomini dels mercats financers.
És un projecte obert i desenvolupat amb diferents empreses per tal de modificar el model actual de funcionament monetarista i mercantilista.

## Origen

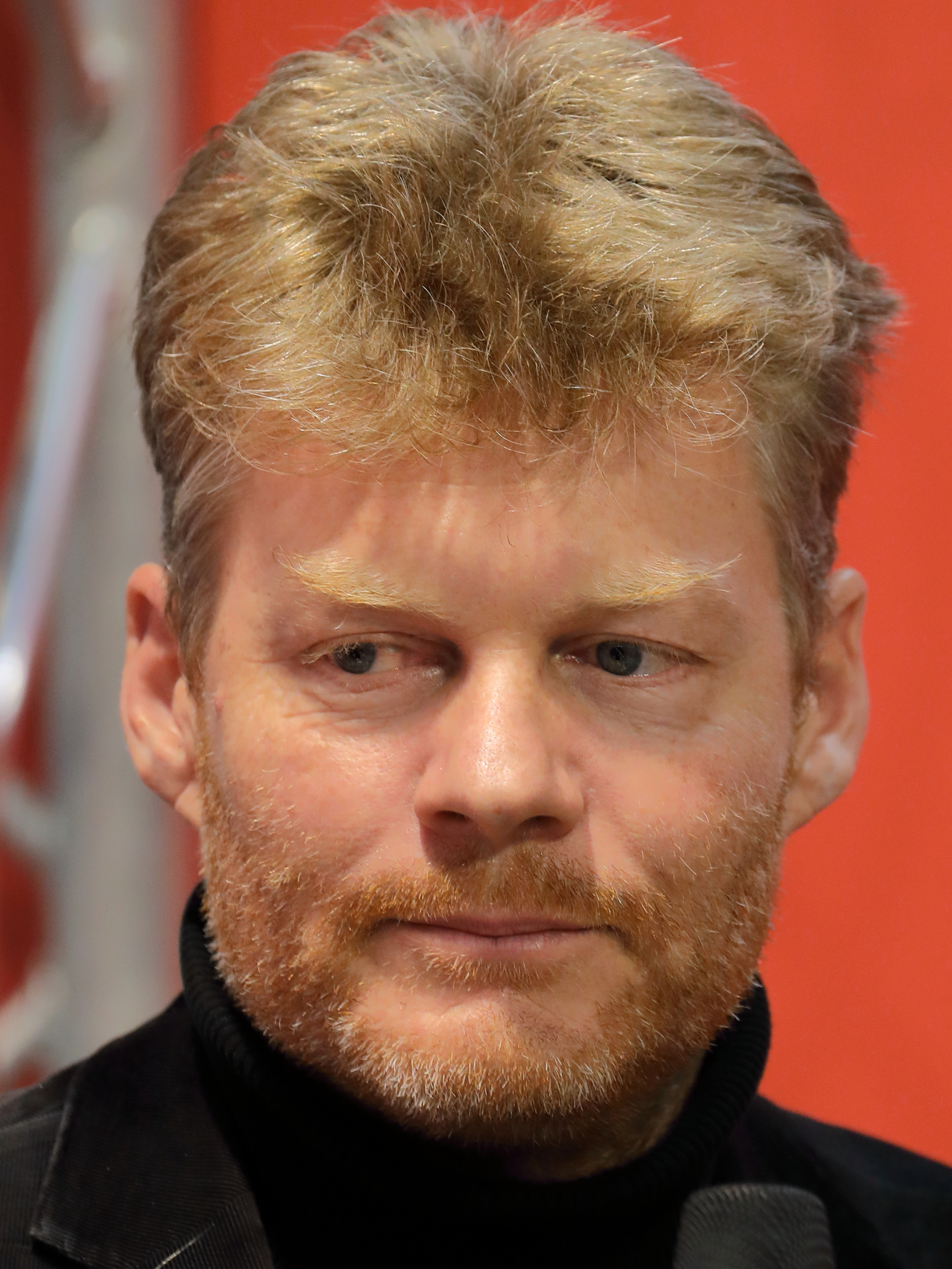
L'austríac Christian Felber, promotor del concepte de l'Economia del bé comú.

El dia 31 d'octubre de 2008, Christian Felber juntament amb Frank Crüsemann, Ulrich Duchrow, Heino Falcke, Kuno Füssel, Detlef Hensche, Siegfried Katterle, Arne Manzeschke, Silke Niemeyer, Franz Segbers, Ton Veerkamp y Karl Georg Zinn van signar la declaració "Frieden mit dem Kapital?" Ein Aufruf wider die Anpassung der evangelischen Kirche an die Macht der Wirtschaft". (Pau amb el capital? Una crida contra l'adaptació de l'Església Evangèlica amb el poder de l'economia)
L'any 2009, Felber va ser cofundador de Bewegungsstiftung Österreich (Moviment Àustria), i poc després, el 2010 va iniciar el projecte Banca Democràtica.
El mateix any 2010, juntament amb un grup d'empresaris, va començar el desenvolupament pràctic del model de l'Economia del Bé Comú o Economia del bé públic, plantejat com una alternativa real al capitalisme de mercat i l'economia planificada.
L'any 2014, arriba l'edició en català del principal llibre de Christian Felber, on s'exposen de forma entenedora les idees de la teoria del bé comú.

## Característiques
El nou model vol canviar les principals normes del joc econòmic a fi i efecte que promoguin els valors i comportaments que afavoreixen les relacions humanes.
Actualment, els valors econòmic-monetaristes com són el lucre i la competència regeixen les relacions socioeconòmiques i traspassen aquests models de comportament i relació a la vida quotidiana, deixant de banda el valor de la dignitat humana.
De fet, els comportament econòmic-monetaristes han ocupat tot els espais de relació i han provocat l'efecte de substituir els criteris fonamentals de la dignitat humana pels criteris instrumentals de l'economia monetària, com si l'economia no tingués cap relació amb la filosofia moral. Com si els comportament econòmics estiguessin determinats per "lleis naturals" i no fossin el resultat de decisions i fets humans.
El nou model pretén redefinir el concepte d'èxit empresarial i econòmic i substituir els paràmetres de mesura monetaris (PIB en el cas dels estats; o benefici, en el cas de les empreses) per paràmetres que mesurin el grau de satisfacció de les persones en l'economia i la societat.
Així, la mesura de l'èxit empresarial ha de fer-se tenint en compte els valors humans fonamentals, els factors de qualitat de vida i la satisfacció de les necessitats bàsiques. El PIB no ens permet conèixer, de manera fefaent, el grau de satisfacció, ni el nivell de benestar de les persones.
El projecte planteja uns criteris generals però és un model obert que cal construir entre tots els seus membres.

## Principis legals
Christian Felber remarca que moltes constitucions i normes legals recullen el principi que l'activitat econòmica ha de servir els interessos generals i el bé comú o bé públic (common good en anglès i Gemeinwohl en alemany).
La Constitució de Baviera, per exemple, a l'article 151 indica que:
| « | Tota activitat econòmica serveix al bé comú. | » |

Christian Felber estableix que la implantació de l'economia del bé comú no és res més que adaptar l'economia real capitalista (els principals valors de la qual són l'afany de lucre i la competència) als principis constitucionals que recull, entre d'altres, la Constitució de Baviera.

## Principis pels quals s'ha de regir
L'economia del bé comú s'ha de regir, entre d'altres. per uns principis bàsics que representen valors humans: confiança, honestedat, responsabilitat, cooperació, solidaritat, generositat, i compassió.
Els valedors de l'economia del bé comú defensen que les empreses que es guien per aquests principis i valors han d'obtenir avantatges legals per tal que superin les empreses que es regeixen pels valors del lucre i la competència actuals.
L'economia real actual mesura l'èxit econòmic amb valors o indicadors monetaris com el producte interior brut i els beneficis. Aquestes mesures deixen de banda els éssers humans i al medi natural. Aquests indicadors no ens diuen res sobre si hi ha guerra, si hom viu en una dictadura, si exhaurim els recursos del medi natural, si es respecten els drets humans, etc. Igualment, davant d'una empresa que tingui beneficis, no sabem res sobre les condicions dels seus treballadors ni sobre allò que produeix ni com ho fa. Així mateix, Christian Felber proposa un límit a la propietat privada i a l'herència.
El balanç del bé comú mesura de quina manera viu una empresa: la dignitat humana, la solidaritat, la justícia social, la sostenibilitat ecològica, la pràctica democràtica amb els treballadors, els proveïdors i clients. Finalment, l'avaluació d'aquests valors podrà permetre al consumidor d'escollir els productes.

## Implantació
La implantació del model teòric va començar l'octubre de 2010 amb un grup d'empreses de diferents països que participen activament complint voluntàriament els paràmetres del projecte d'economia del bé comú. El grup s'ha transformat en un moviment polític que pressiona els governs amb la finalitat que els principis teòrics es desenvolupin a través de lleis.

## Publicacions
- 2011 - L'Economie citoyenne – ou quand l'intérêt général s'invite dans le bilan des entreprises, Actes Sud, ISBN 978-2-7427-9698-4
- 2010 - Die Gemeinwohl-Ökonomie – Das Wirtschaftsmodell der Zukunft, ISBN 978-3-552-06137-8
- Felber, Christian. L'economia del bé comú.  Miret, 03/2014. ISBN 978-84-940891-6-9 [Consulta: 6 març 2014].
- Felber, Christian. Diners. Noves regles de joc.  Miret, 11/2014. ISBN 978-84-940891-9-0 [Consulta: 27 novembre 2014].